# Anthony Ríos

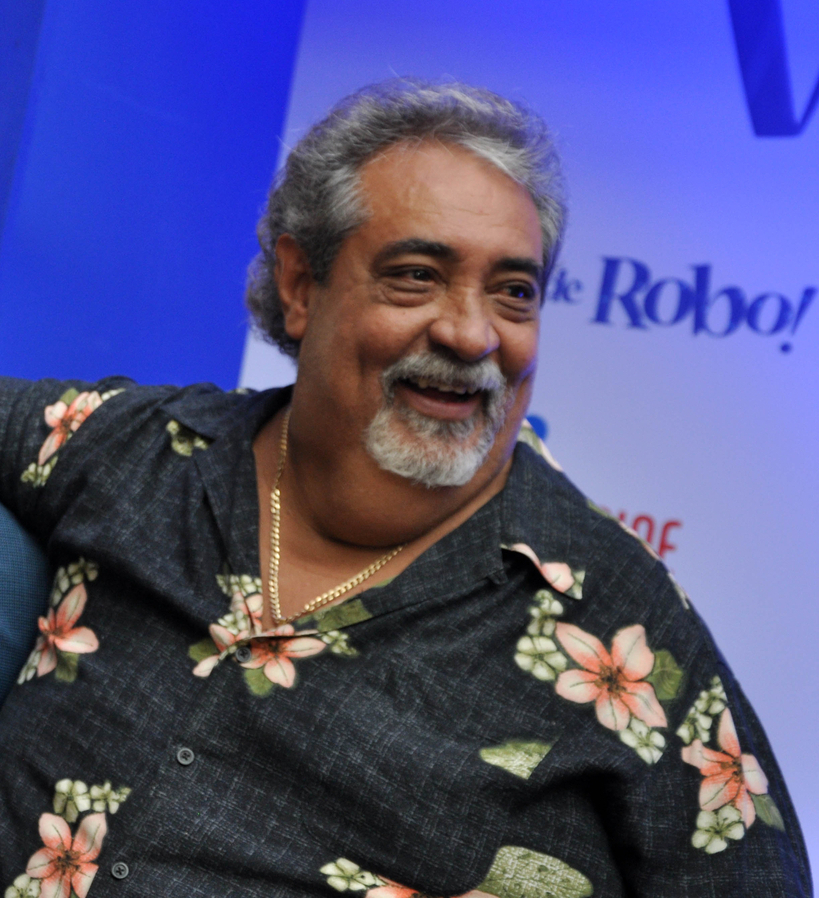
Anthony Ríos

Anthony Ríos (Florián Antonio Jiménez; * 17. Juli 1950 in Las Cañitas; † 4. März 2019) war ein dominikanischer Sänger und Komponist.
Ríos begann seine Laufbahn als Gitarrist und Sänger in Hato Mayor. Hier traf ihn Joaquín Jiménez Maxwell, der ihn mit dem Bandleader Johnny Ventura in Santo Domingo zusammenbrachte. Mit dessen Band Combo Show entstand Anfang der 1970er Jahre Ríos’ erstes Album El sentimental. Er erhielt danach einen Zehn-Jahres-Vertrag mit dem Label Kubanay, bei dem er in dieser Zeit zehn LPs aufnahm.
1979 gründete er mit Luis Martí das Orchester El Sonido Original, mit dem er als Solist zwei LPs bei Alga Records einspielte. Weitere Alben entstanden in den 1990er Jahren (Boleros como ayer, 1993; En bachatas, 1996; El gran homenaje a Odilio, 1998). 1996 debütierte er im Kino in dem dominikanischen Film Nueva Yol III. Daneben trat er in Fernsehshows wie El Show de Luisito y Anthony, El Show del Mediodía und Cuentos y Cantos auf.
Ríos komponierte fast alle seine Songs selbst, außerdem komponierte er auch für Sänger wie Sophy, Lissette, Yolandita Monge, Fernando Allende und Pastor López.